# Wybory parlamentarne w Salwadorze w 2009 roku
Wybory parlamentarne w Salwadorze odbyły się 18 stycznia 2009 roku. Zwyciężył w nich Front Wyzwolenia Narodowego im. Farabunda Martíego (FMLN) uzyskując 42,60% głosów. Drugi był Narodowy Sojusz Republikański, który zdobył 38,55% głosów. Do Zgromadzenia Ustawodawczego weszło łącznie pięć ugrupowań.

## Wyniki
| Partia                                             | Liczba głosów | %     | Liczba miejsc w parlamencie |
| -------------------------------------------------- | ------------- | ----- | --------------------------- |
| Front Wyzwolenia Narodowego im. Farabunda Martíego | 943 936       | 42,60 | 35                          |
| Narodowy Sojusz Republikański                      | 854 166       | 38,55 | 32                          |
| Partia Pojednania Narodowego                       | 194 751       | 8,79  | 11                          |
| Partia Chrześcijańsko-Demokratyczna                | 146 904       | 6,63  | 5                           |
| Demokratyczna Zmiana                               | 46 971        | 2,12  | 1                           |
| Front Rewolucyjno-Demokratyczny                    | 21 154        | 0,95  | 0                           |
| PDC-FDR                                            | 7 707         | 0,35  | 0                           |
| RAZEM                                              | 2 215 589     | 100   | 84                          |
| Źródło:                                            |               |       |                             |